# Санта-Маргерита-Лигуре
Санта-Маргерита-Лигуре (итал. Santa Margherita Ligure) — коммуна в Италии, располагается в регионе Лигурия, в провинции Генуя.
Город расположен к востоку от Генуи, окружен холмами, покрытыми средиземноморской растительностью (леса из приморских сосен, каштановые деревья и оливковые рощи), на которых расположены виллы и сады с видом на так называемый Коста-дей-Дельфини, объединяющий город с Портофино. Город является популярным туристическим центром Итальянской Ривьеры.
Население составляет 8 935 человек (2019 г.), плотность населения составляет 889,94 чел./км². Занимает площадь 10,04 км². Почтовый индекс — 16038. Телефонный код — 0185.
Покровительницей коммуны почитается святая Маргарита Антиохийская. Праздник ежегодно празднуется 20 июля.

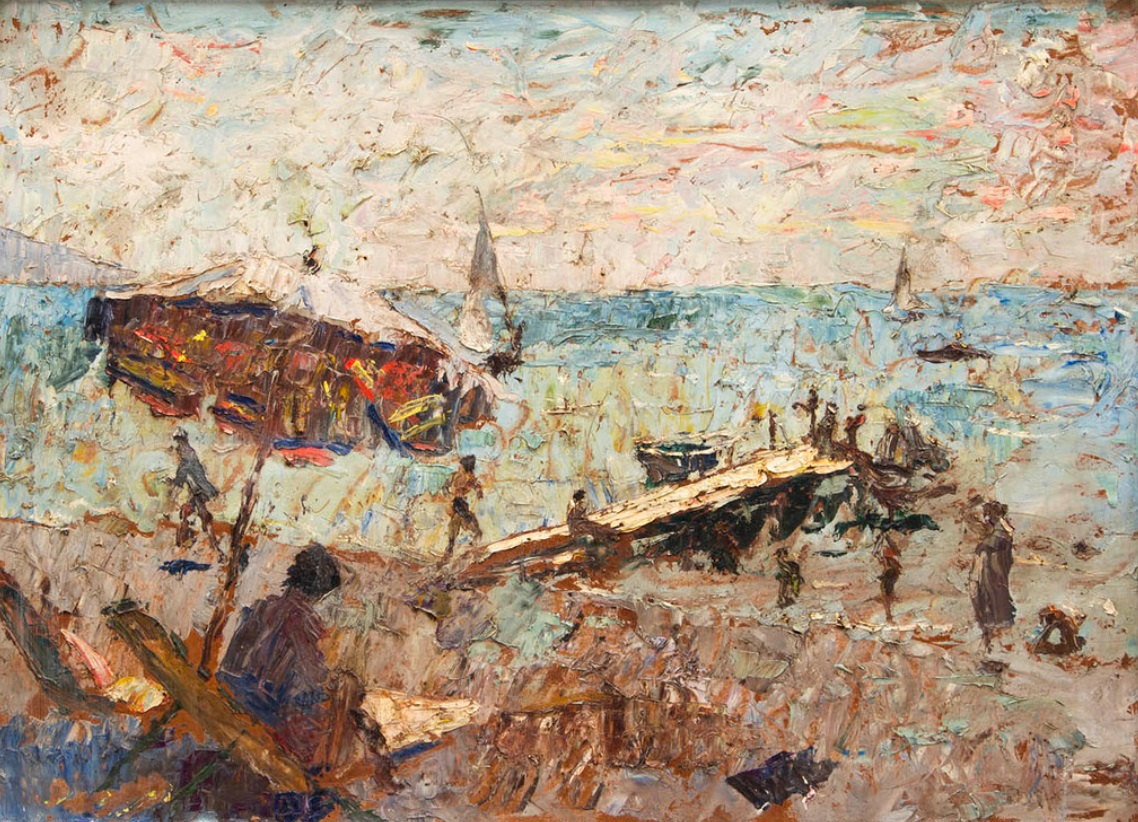
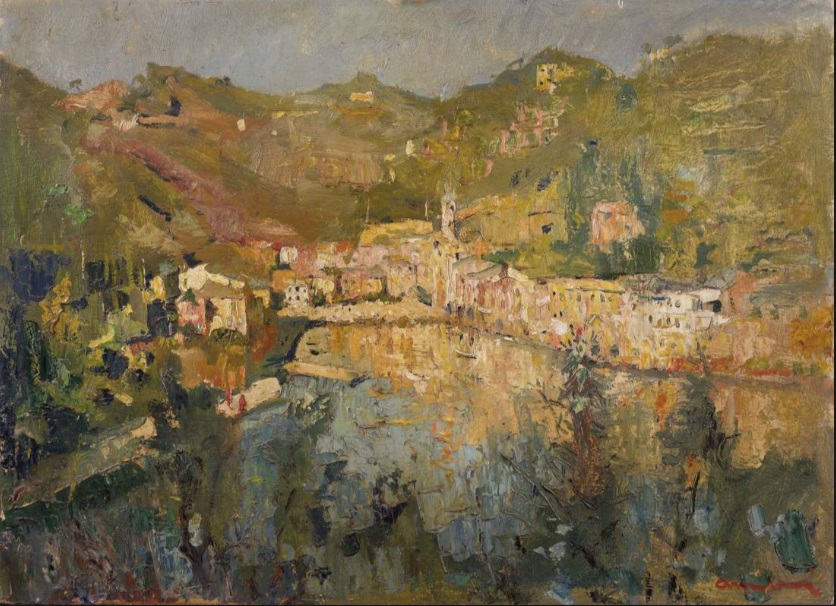
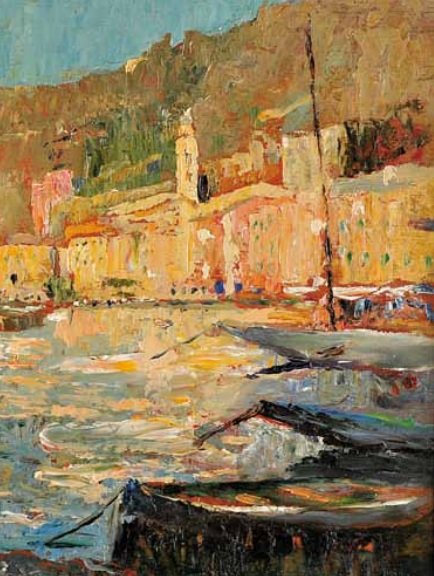
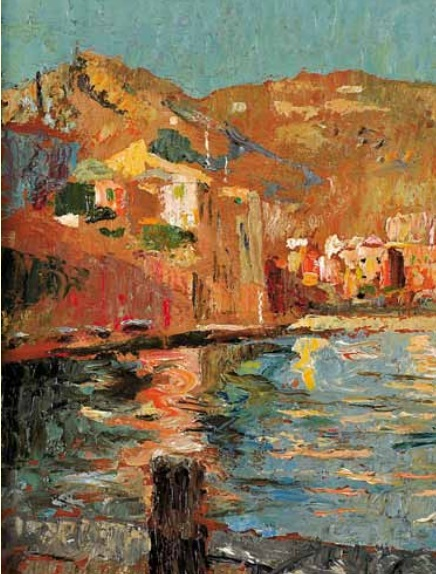
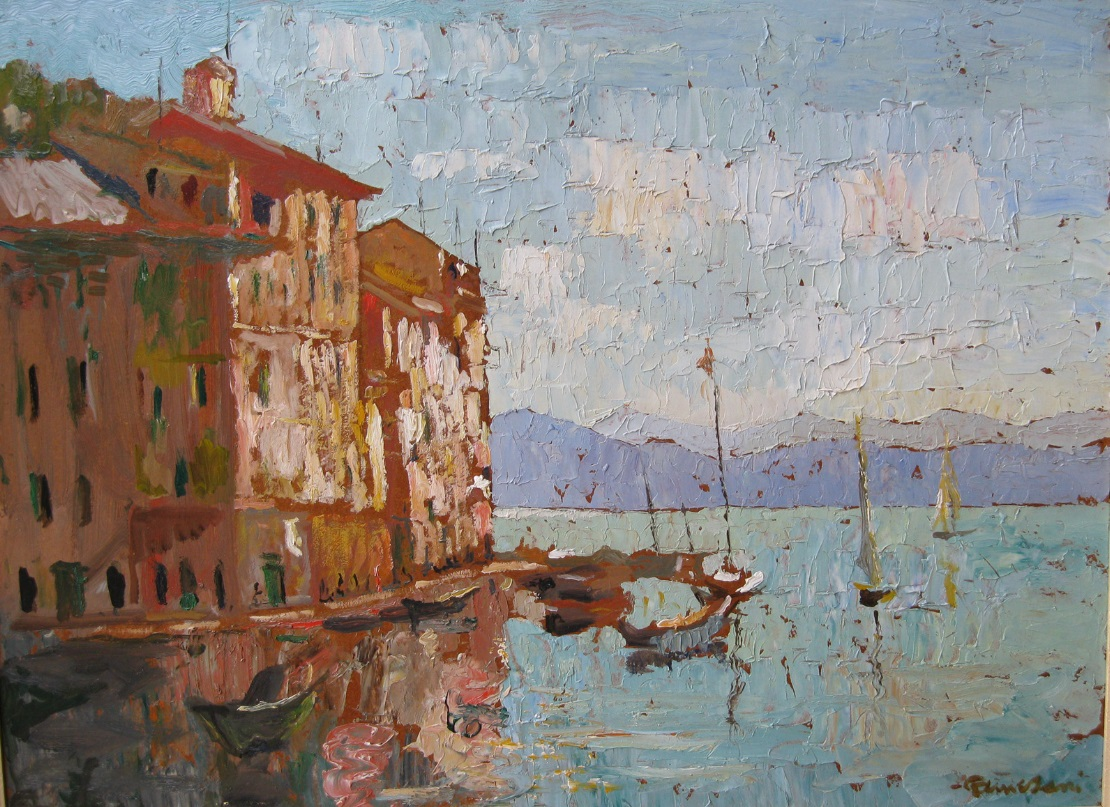
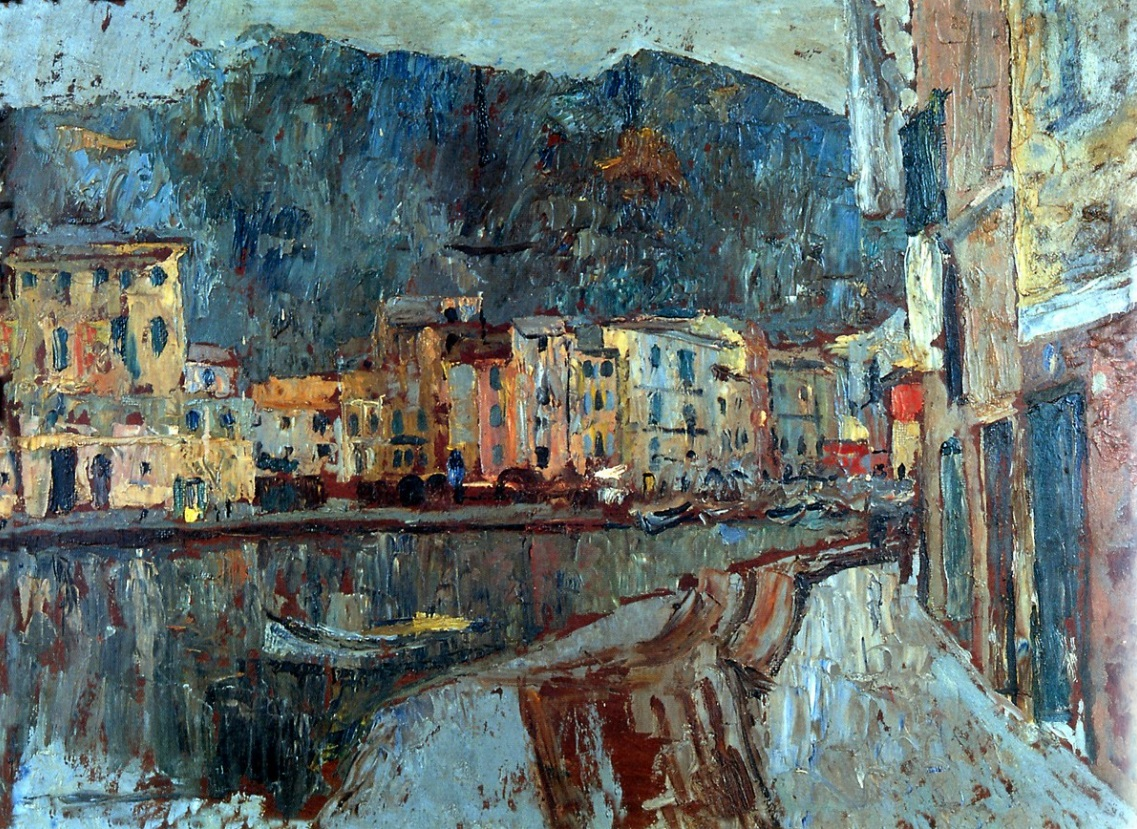
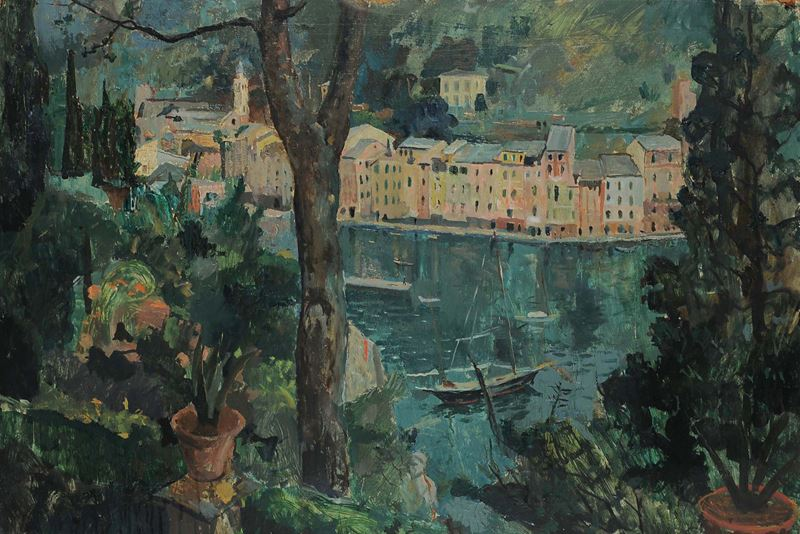
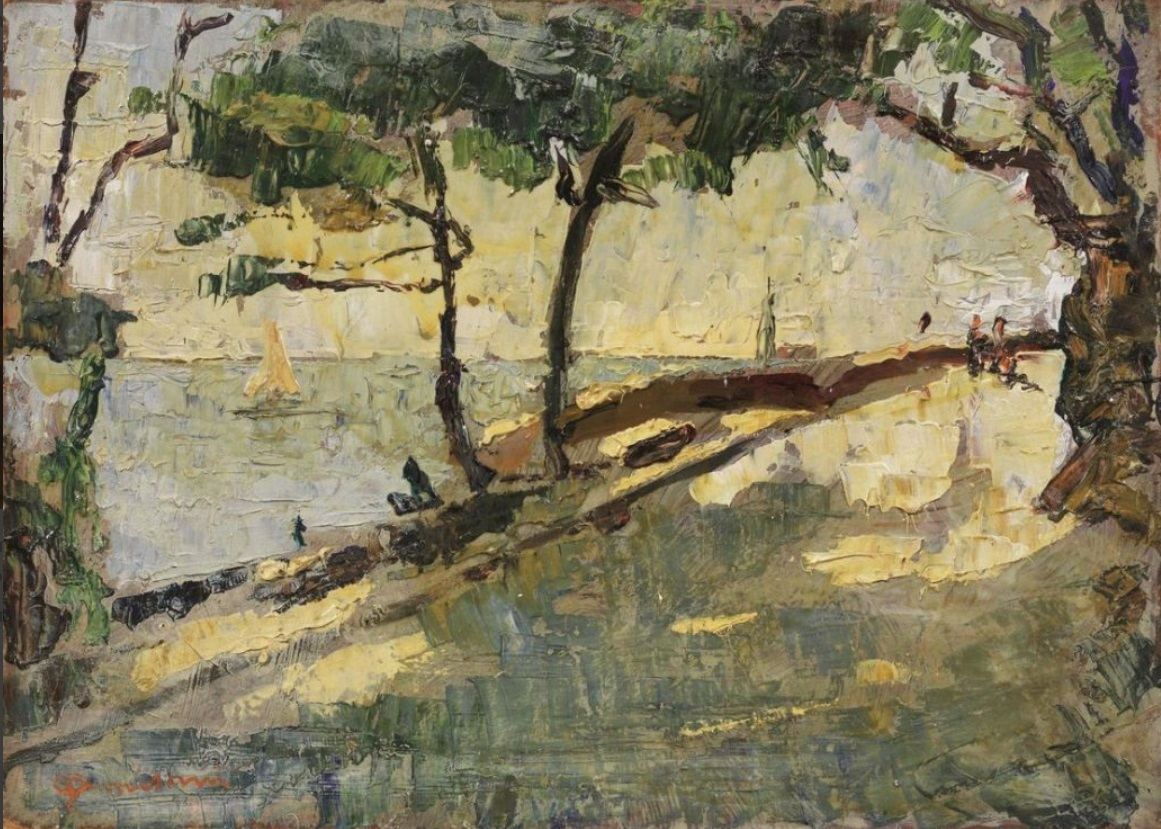
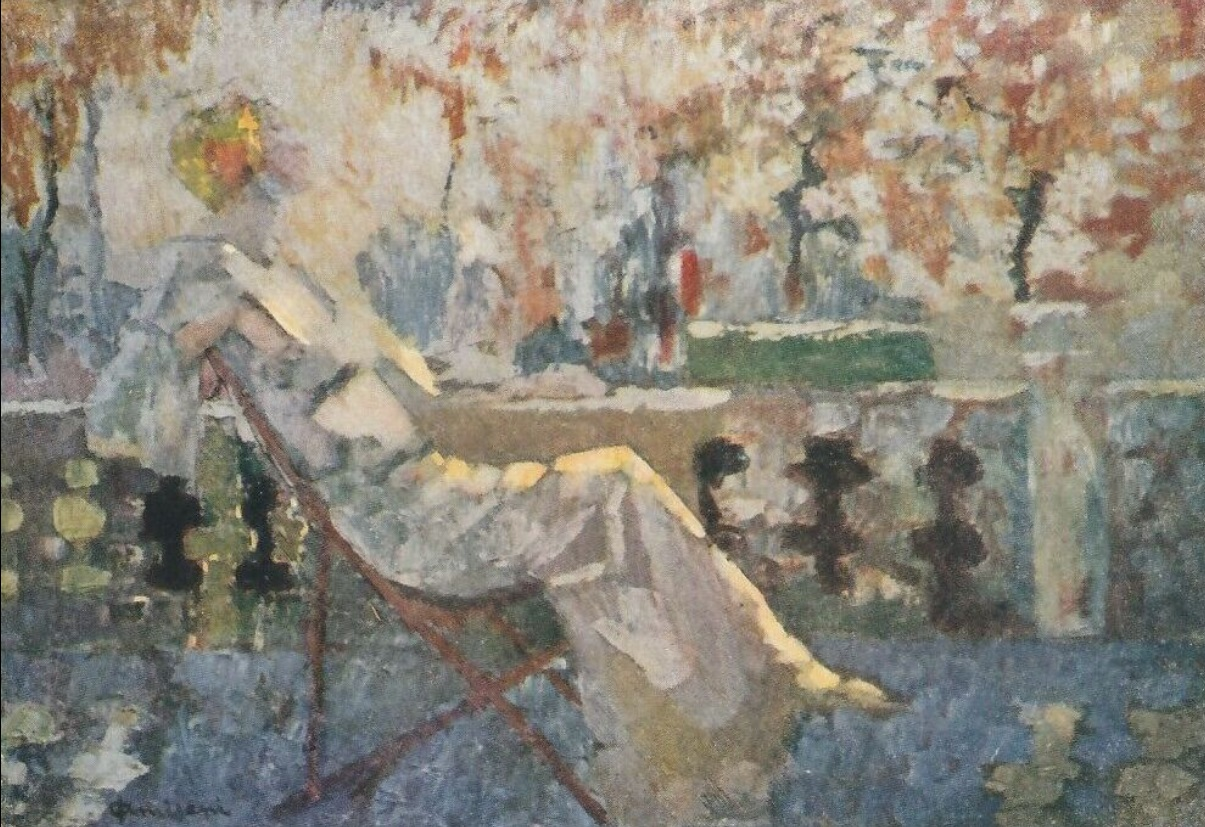

## Демография
Динамика населения:

## Достопримечательности
- Замок Святой Маргериты Лигуре;
- церковь Монахов капуцинов;
- вилла Дураццо-Центурионе (Villa Durazzo-Centurione) представляет собой комплекс из двух исторических зданий (Durazzo-Centurione и San Giacomo), в одном из которых находится музей;
- церковь Сан-Джакомо-ди-Корте или храм Богоматери письма (Santuario di Nostra Signora della Lettera);
- церковь Сант-Эрасмо (Oratorio di Sant'Erasmo), где хранятся макеты кораблей и собраны предметы, принадлежавшие рыбакам, населявшим данную местность;
- комплекс аббатства Червара (L'abbazia della Cervara);
- Базилика Святой Маргариты Антиохийской (Chiesa di Santa Margherita d’Antiochia) (ранее храм Богоматери Розы (Santuario di Nostra Signora della Rosa));
- Площадь Джузеппе Мадзини (Piazza Giuseppe Mazzini);
- Церковь Сан-Сиро (Chiesa di San Siro);
- монументальный фонтан с мраморным памятником Христофору Колумбу, выполненный скульптором Одоардо Табакки в 1892 году, установленный на набережной;

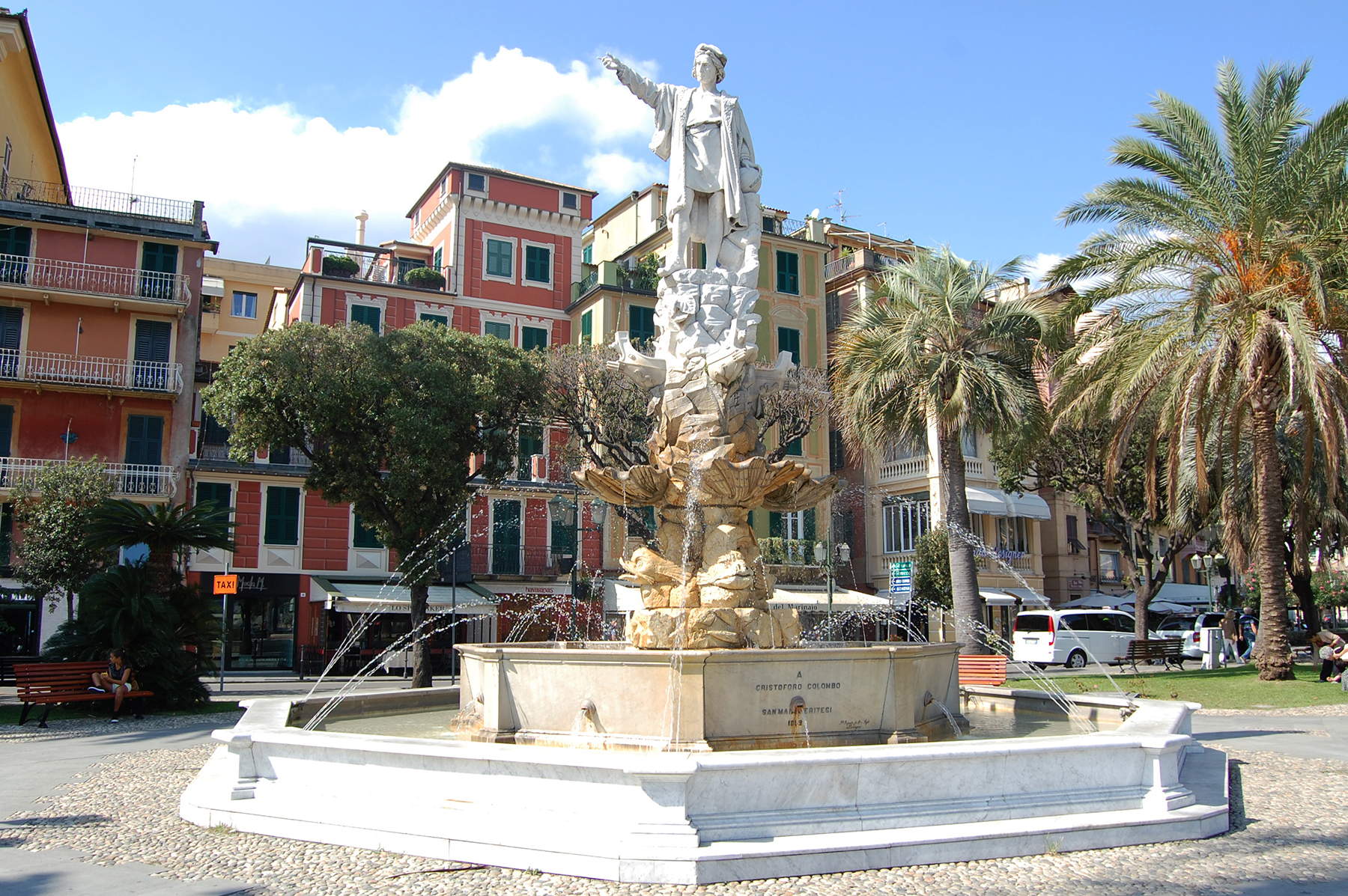
Памятник Колумбу на набережной

- пушка Il Cannone, использовавшаяся во время военных действий;
- Статуя Маргариты Антиохийской, покровительницы городастатуя Маргариты Антиохийской;

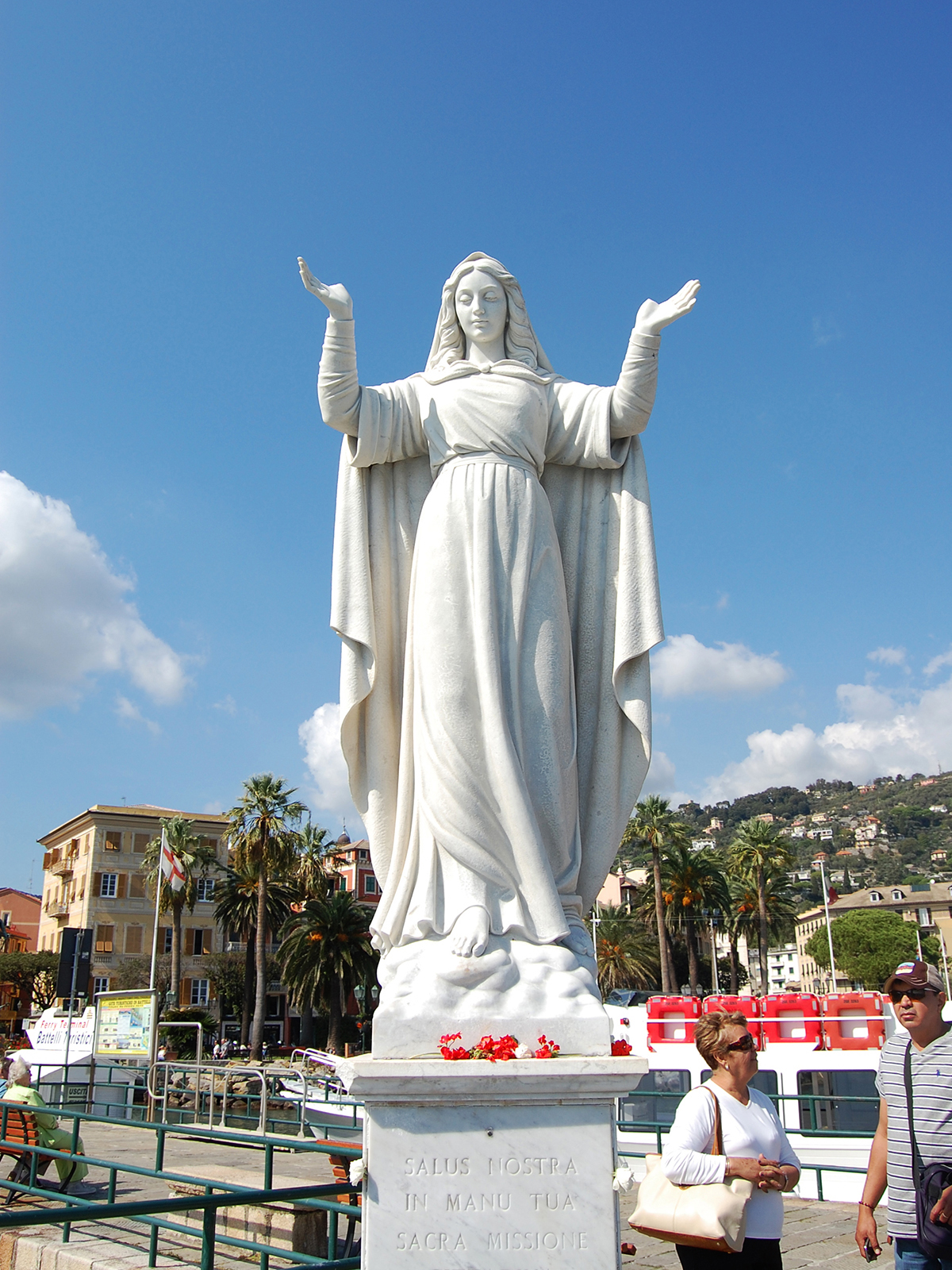
Статуя Маргариты Антиохийской, покровительницы города

- бронзовый памятник первому королю единой Италии Виктору Эммануилу II, установленный на высоком постаменте;
- памятник Дзузеппе Гарибальди (Monumento a Giuseppe Garibaldi), итальянскому полководцу, революционеру и политическому деятелю;
- памятник Умберто I.

## Известные уроженцы
- Сбарбаро, Камилло (1888—1967) — итальянский поэт и писатель.

## Администрация коммуны
- Официальный сайт: http://www.comune.santa-margherita-ligure.ge.it